# Ales Adamovitsj

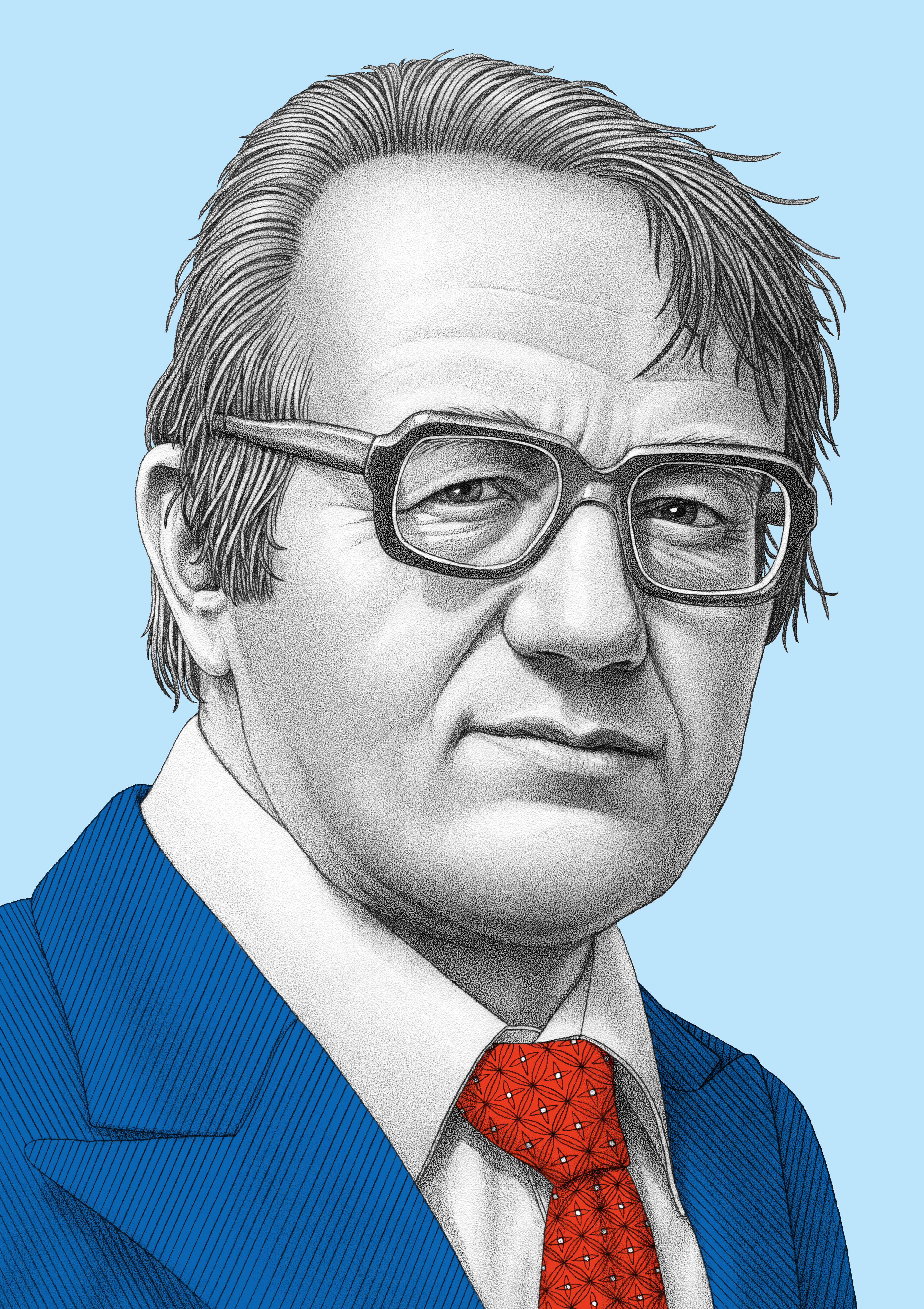

Ales Adamovitsj (Wit-Russisch: Алесь Адамовіч, Łacinka: Alieś Adamovič, Russisch: Александр Михайлович Адамович, Aleksandr Michailovitsj Adamovitsj, 3 september 1927 - 26 januari 1994) was een Wit-Russische auteur en academicus.
Adamovitsj werd geboren in een dorp in de Oblast Minsk. Zijn ouders waren beiden dokter. Als tiener maakte hij tijdens de Tweede Wereldoorlog gedurende enkele jaren (1943-1944) deel uit van een partizanendetachement dat actief was in de regio van Babroejsk.
Na de oorlog studeerde hij eerst aan een technisch college in Leninogorsk en vervolgens aan de faculteit Filologie van de Wit-Russische Staatsuniversiteit in Minsk. Nadat hij in 1962 zijn doctoraat in de filologie behaald had, doceerde hij van 1964 tot 1966 Wit-Rusissche literatuur aan de Lomonosovuniversiteit in Moskou. Van 1954 tot 1962 en opnieuw van 1967 tot 1983 was Adamovitsj verbonden aan het Instituut voor Literatuur van de Academie voor Wetenschappen van de Socialistische sovjetrepubliek Wit-Rusland. Hij publiceerde geregeld in het Wit-Russisch en Russisch over (Wit-Russische) literatuur.
Naast werken over literatuur schreef Adamovitsj ook boeken over historische onderwerpen, zoals het beleg van Leningrad (Leningrad, belegerde stad, tezamen met Daniil Granin) en het bloedbad van Chatyn. Zijn werken inspireerden o.a. Svetlana Aleksijevitsj, die Adamovitsj als haar mentor beschouwde. Adamovitsj was lid van de Bond van Sovjetschrijvers.
Adamovitsj volgde in de jaren 1960 de Hogere Opleiding voor Scenarioschrijvers en Regisseurs, ingericht door Mosfilm Studio in Moskou. Hij schreef verschillende scenario's, waaronder die van de films Kom en zie (1985) en Franz + Polina (2006). In 1987 werd hij directeur van het Filminstituut in Moskou.